# Буайе, Жан (футболист)
Жан Буайе (фр. Jean Boyer, 13 февраля 1901 года, Ветри-сюр-Сен — 24 ноября 1981, Париж) — французский футболист, игравший на позиции нападающего.
Выступал за клубы «КАС Женеро», «Марсель», а также национальную сборную Франции. Четырёхкратный обладатель Кубка Франции. Участник двух Олимпийских игр.

## Клубная карьера

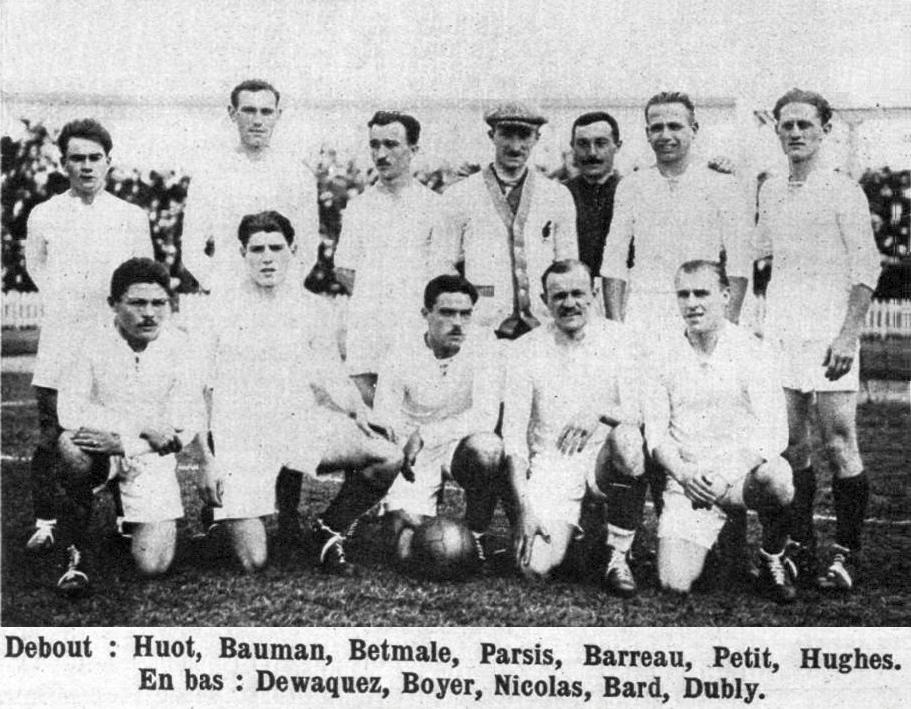
Франция на Олимпийских играх 1920 года. Буайе второй слева в нижнем ряду

Во взрослом футболе дебютировал в 1918 выступлениями за клуб «КАСЖ» . В 1919 году выиграл титул обладателя Кубка Франции. Выступал за клуб до 1921 года. С 1921 по 1923 год играл в составе клубов «Вга Медок», снова «КАСЖ» и «Шуази-ле-Руа».
В 1923 году перешёл в клуб «Марсель», за который отыграл 12 сезонов. Трижды выиграл Кубок Франции, а также стал чемпионом Франции и многократным чемпионом региональной лиги Юго-Восток. Завершил профессиональную карьеру футболиста выступлениями за команду «Олимпик» (Марсель) в 1935 году.

## Карьера в сборной
В 1920 году дебютировал в официальных матчах в составе национальной сборной Франции.
В составе сборной был участником футбольного турнира на Олимпийских играх 1920 года в Антверпене, футбольного турнира на Олимпийских играх 1924 года в Париже.
Всего в течение карьеры в национальной команде, длившейся 10 лет, провёл в её форме 15 матчей, забив 7 голов.
Умер 24 ноября 1981 года на 81-м году жизни в Париже.

## Титулы и достижения
- Обладатель Кубка Франции (4):

«КАСЖ»: 1918—1919
«Марсель»: 1923—1924, 1925—1926, 1926—1927
- Финалист Кубка Франции (1):

«Марсель»: 1933—1934
- Чемпион Франции : (1):

«Марсель»: 1929
- Победитель чемпионата Юго-Востока Франции (4):

«Марсель»: 1927, 1929, 1930, 1931